# Poole - HAL 9000

HAL 9000

Poole - HAL 9000 è una partita di scacchi presente nel film di Stanley Kubrick 2001: Odissea nello spazio, giocata tra il supercomputer dotato di intelligenza artificiale HAL 9000 e l'astronauta Frank Poole (interpretato dall'attore Gary Lockwood). La partita è ispirata a un vero incontro di scacchi tenutosi ad Amburgo, nel 1910, tra Roesch e Willi Schlage.

## La partita
|   | a | b | c | d | e | f | g | h |   |
| 8 | a8 donna del bianco · f8 torre del nero · g8 re del nero · c7 pedone del nero · e7 alfiere del nero · f7 pedone del nero · g7 pedone del nero · h7 pedone del nero · a6 pedone del nero · b5 pedone del nero · e5 cavallo del nero · f4 cavallo del nero · c3 pedone del bianco · d3 donna del nero · h3 alfiere del nero · a2 pedone del bianco · b2 pedone del bianco · d2 pedone del bianco · f2 pedone del bianco · g2 pedone del bianco · h2 pedone del bianco · a1 torre del bianco · b1 cavallo del bianco · c1 alfiere del bianco · d1 alfiere del bianco · f1 torre del bianco · g1 re del bianco | a8 donna del bianco · f8 torre del nero · g8 re del nero · c7 pedone del nero · e7 alfiere del nero · f7 pedone del nero · g7 pedone del nero · h7 pedone del nero · a6 pedone del nero · b5 pedone del nero · e5 cavallo del nero · f4 cavallo del nero · c3 pedone del bianco · d3 donna del nero · h3 alfiere del nero · a2 pedone del bianco · b2 pedone del bianco · d2 pedone del bianco · f2 pedone del bianco · g2 pedone del bianco · h2 pedone del bianco · a1 torre del bianco · b1 cavallo del bianco · c1 alfiere del bianco · d1 alfiere del bianco · f1 torre del bianco · g1 re del bianco | a8 donna del bianco · f8 torre del nero · g8 re del nero · c7 pedone del nero · e7 alfiere del nero · f7 pedone del nero · g7 pedone del nero · h7 pedone del nero · a6 pedone del nero · b5 pedone del nero · e5 cavallo del nero · f4 cavallo del nero · c3 pedone del bianco · d3 donna del nero · h3 alfiere del nero · a2 pedone del bianco · b2 pedone del bianco · d2 pedone del bianco · f2 pedone del bianco · g2 pedone del bianco · h2 pedone del bianco · a1 torre del bianco · b1 cavallo del bianco · c1 alfiere del bianco · d1 alfiere del bianco · f1 torre del bianco · g1 re del bianco | a8 donna del bianco · f8 torre del nero · g8 re del nero · c7 pedone del nero · e7 alfiere del nero · f7 pedone del nero · g7 pedone del nero · h7 pedone del nero · a6 pedone del nero · b5 pedone del nero · e5 cavallo del nero · f4 cavallo del nero · c3 pedone del bianco · d3 donna del nero · h3 alfiere del nero · a2 pedone del bianco · b2 pedone del bianco · d2 pedone del bianco · f2 pedone del bianco · g2 pedone del bianco · h2 pedone del bianco · a1 torre del bianco · b1 cavallo del bianco · c1 alfiere del bianco · d1 alfiere del bianco · f1 torre del bianco · g1 re del bianco | a8 donna del bianco · f8 torre del nero · g8 re del nero · c7 pedone del nero · e7 alfiere del nero · f7 pedone del nero · g7 pedone del nero · h7 pedone del nero · a6 pedone del nero · b5 pedone del nero · e5 cavallo del nero · f4 cavallo del nero · c3 pedone del bianco · d3 donna del nero · h3 alfiere del nero · a2 pedone del bianco · b2 pedone del bianco · d2 pedone del bianco · f2 pedone del bianco · g2 pedone del bianco · h2 pedone del bianco · a1 torre del bianco · b1 cavallo del bianco · c1 alfiere del bianco · d1 alfiere del bianco · f1 torre del bianco · g1 re del bianco | a8 donna del bianco · f8 torre del nero · g8 re del nero · c7 pedone del nero · e7 alfiere del nero · f7 pedone del nero · g7 pedone del nero · h7 pedone del nero · a6 pedone del nero · b5 pedone del nero · e5 cavallo del nero · f4 cavallo del nero · c3 pedone del bianco · d3 donna del nero · h3 alfiere del nero · a2 pedone del bianco · b2 pedone del bianco · d2 pedone del bianco · f2 pedone del bianco · g2 pedone del bianco · h2 pedone del bianco · a1 torre del bianco · b1 cavallo del bianco · c1 alfiere del bianco · d1 alfiere del bianco · f1 torre del bianco · g1 re del bianco | a8 donna del bianco · f8 torre del nero · g8 re del nero · c7 pedone del nero · e7 alfiere del nero · f7 pedone del nero · g7 pedone del nero · h7 pedone del nero · a6 pedone del nero · b5 pedone del nero · e5 cavallo del nero · f4 cavallo del nero · c3 pedone del bianco · d3 donna del nero · h3 alfiere del nero · a2 pedone del bianco · b2 pedone del bianco · d2 pedone del bianco · f2 pedone del bianco · g2 pedone del bianco · h2 pedone del bianco · a1 torre del bianco · b1 cavallo del bianco · c1 alfiere del bianco · d1 alfiere del bianco · f1 torre del bianco · g1 re del bianco | a8 donna del bianco · f8 torre del nero · g8 re del nero · c7 pedone del nero · e7 alfiere del nero · f7 pedone del nero · g7 pedone del nero · h7 pedone del nero · a6 pedone del nero · b5 pedone del nero · e5 cavallo del nero · f4 cavallo del nero · c3 pedone del bianco · d3 donna del nero · h3 alfiere del nero · a2 pedone del bianco · b2 pedone del bianco · d2 pedone del bianco · f2 pedone del bianco · g2 pedone del bianco · h2 pedone del bianco · a1 torre del bianco · b1 cavallo del bianco · c1 alfiere del bianco · d1 alfiere del bianco · f1 torre del bianco · g1 re del bianco | 8 |
| 7 | a8 donna del bianco · f8 torre del nero · g8 re del nero · c7 pedone del nero · e7 alfiere del nero · f7 pedone del nero · g7 pedone del nero · h7 pedone del nero · a6 pedone del nero · b5 pedone del nero · e5 cavallo del nero · f4 cavallo del nero · c3 pedone del bianco · d3 donna del nero · h3 alfiere del nero · a2 pedone del bianco · b2 pedone del bianco · d2 pedone del bianco · f2 pedone del bianco · g2 pedone del bianco · h2 pedone del bianco · a1 torre del bianco · b1 cavallo del bianco · c1 alfiere del bianco · d1 alfiere del bianco · f1 torre del bianco · g1 re del bianco | a8 donna del bianco · f8 torre del nero · g8 re del nero · c7 pedone del nero · e7 alfiere del nero · f7 pedone del nero · g7 pedone del nero · h7 pedone del nero · a6 pedone del nero · b5 pedone del nero · e5 cavallo del nero · f4 cavallo del nero · c3 pedone del bianco · d3 donna del nero · h3 alfiere del nero · a2 pedone del bianco · b2 pedone del bianco · d2 pedone del bianco · f2 pedone del bianco · g2 pedone del bianco · h2 pedone del bianco · a1 torre del bianco · b1 cavallo del bianco · c1 alfiere del bianco · d1 alfiere del bianco · f1 torre del bianco · g1 re del bianco | a8 donna del bianco · f8 torre del nero · g8 re del nero · c7 pedone del nero · e7 alfiere del nero · f7 pedone del nero · g7 pedone del nero · h7 pedone del nero · a6 pedone del nero · b5 pedone del nero · e5 cavallo del nero · f4 cavallo del nero · c3 pedone del bianco · d3 donna del nero · h3 alfiere del nero · a2 pedone del bianco · b2 pedone del bianco · d2 pedone del bianco · f2 pedone del bianco · g2 pedone del bianco · h2 pedone del bianco · a1 torre del bianco · b1 cavallo del bianco · c1 alfiere del bianco · d1 alfiere del bianco · f1 torre del bianco · g1 re del bianco | a8 donna del bianco · f8 torre del nero · g8 re del nero · c7 pedone del nero · e7 alfiere del nero · f7 pedone del nero · g7 pedone del nero · h7 pedone del nero · a6 pedone del nero · b5 pedone del nero · e5 cavallo del nero · f4 cavallo del nero · c3 pedone del bianco · d3 donna del nero · h3 alfiere del nero · a2 pedone del bianco · b2 pedone del bianco · d2 pedone del bianco · f2 pedone del bianco · g2 pedone del bianco · h2 pedone del bianco · a1 torre del bianco · b1 cavallo del bianco · c1 alfiere del bianco · d1 alfiere del bianco · f1 torre del bianco · g1 re del bianco | a8 donna del bianco · f8 torre del nero · g8 re del nero · c7 pedone del nero · e7 alfiere del nero · f7 pedone del nero · g7 pedone del nero · h7 pedone del nero · a6 pedone del nero · b5 pedone del nero · e5 cavallo del nero · f4 cavallo del nero · c3 pedone del bianco · d3 donna del nero · h3 alfiere del nero · a2 pedone del bianco · b2 pedone del bianco · d2 pedone del bianco · f2 pedone del bianco · g2 pedone del bianco · h2 pedone del bianco · a1 torre del bianco · b1 cavallo del bianco · c1 alfiere del bianco · d1 alfiere del bianco · f1 torre del bianco · g1 re del bianco | a8 donna del bianco · f8 torre del nero · g8 re del nero · c7 pedone del nero · e7 alfiere del nero · f7 pedone del nero · g7 pedone del nero · h7 pedone del nero · a6 pedone del nero · b5 pedone del nero · e5 cavallo del nero · f4 cavallo del nero · c3 pedone del bianco · d3 donna del nero · h3 alfiere del nero · a2 pedone del bianco · b2 pedone del bianco · d2 pedone del bianco · f2 pedone del bianco · g2 pedone del bianco · h2 pedone del bianco · a1 torre del bianco · b1 cavallo del bianco · c1 alfiere del bianco · d1 alfiere del bianco · f1 torre del bianco · g1 re del bianco | a8 donna del bianco · f8 torre del nero · g8 re del nero · c7 pedone del nero · e7 alfiere del nero · f7 pedone del nero · g7 pedone del nero · h7 pedone del nero · a6 pedone del nero · b5 pedone del nero · e5 cavallo del nero · f4 cavallo del nero · c3 pedone del bianco · d3 donna del nero · h3 alfiere del nero · a2 pedone del bianco · b2 pedone del bianco · d2 pedone del bianco · f2 pedone del bianco · g2 pedone del bianco · h2 pedone del bianco · a1 torre del bianco · b1 cavallo del bianco · c1 alfiere del bianco · d1 alfiere del bianco · f1 torre del bianco · g1 re del bianco | a8 donna del bianco · f8 torre del nero · g8 re del nero · c7 pedone del nero · e7 alfiere del nero · f7 pedone del nero · g7 pedone del nero · h7 pedone del nero · a6 pedone del nero · b5 pedone del nero · e5 cavallo del nero · f4 cavallo del nero · c3 pedone del bianco · d3 donna del nero · h3 alfiere del nero · a2 pedone del bianco · b2 pedone del bianco · d2 pedone del bianco · f2 pedone del bianco · g2 pedone del bianco · h2 pedone del bianco · a1 torre del bianco · b1 cavallo del bianco · c1 alfiere del bianco · d1 alfiere del bianco · f1 torre del bianco · g1 re del bianco | 7 |
| 6 | a8 donna del bianco · f8 torre del nero · g8 re del nero · c7 pedone del nero · e7 alfiere del nero · f7 pedone del nero · g7 pedone del nero · h7 pedone del nero · a6 pedone del nero · b5 pedone del nero · e5 cavallo del nero · f4 cavallo del nero · c3 pedone del bianco · d3 donna del nero · h3 alfiere del nero · a2 pedone del bianco · b2 pedone del bianco · d2 pedone del bianco · f2 pedone del bianco · g2 pedone del bianco · h2 pedone del bianco · a1 torre del bianco · b1 cavallo del bianco · c1 alfiere del bianco · d1 alfiere del bianco · f1 torre del bianco · g1 re del bianco | a8 donna del bianco · f8 torre del nero · g8 re del nero · c7 pedone del nero · e7 alfiere del nero · f7 pedone del nero · g7 pedone del nero · h7 pedone del nero · a6 pedone del nero · b5 pedone del nero · e5 cavallo del nero · f4 cavallo del nero · c3 pedone del bianco · d3 donna del nero · h3 alfiere del nero · a2 pedone del bianco · b2 pedone del bianco · d2 pedone del bianco · f2 pedone del bianco · g2 pedone del bianco · h2 pedone del bianco · a1 torre del bianco · b1 cavallo del bianco · c1 alfiere del bianco · d1 alfiere del bianco · f1 torre del bianco · g1 re del bianco | a8 donna del bianco · f8 torre del nero · g8 re del nero · c7 pedone del nero · e7 alfiere del nero · f7 pedone del nero · g7 pedone del nero · h7 pedone del nero · a6 pedone del nero · b5 pedone del nero · e5 cavallo del nero · f4 cavallo del nero · c3 pedone del bianco · d3 donna del nero · h3 alfiere del nero · a2 pedone del bianco · b2 pedone del bianco · d2 pedone del bianco · f2 pedone del bianco · g2 pedone del bianco · h2 pedone del bianco · a1 torre del bianco · b1 cavallo del bianco · c1 alfiere del bianco · d1 alfiere del bianco · f1 torre del bianco · g1 re del bianco | a8 donna del bianco · f8 torre del nero · g8 re del nero · c7 pedone del nero · e7 alfiere del nero · f7 pedone del nero · g7 pedone del nero · h7 pedone del nero · a6 pedone del nero · b5 pedone del nero · e5 cavallo del nero · f4 cavallo del nero · c3 pedone del bianco · d3 donna del nero · h3 alfiere del nero · a2 pedone del bianco · b2 pedone del bianco · d2 pedone del bianco · f2 pedone del bianco · g2 pedone del bianco · h2 pedone del bianco · a1 torre del bianco · b1 cavallo del bianco · c1 alfiere del bianco · d1 alfiere del bianco · f1 torre del bianco · g1 re del bianco | a8 donna del bianco · f8 torre del nero · g8 re del nero · c7 pedone del nero · e7 alfiere del nero · f7 pedone del nero · g7 pedone del nero · h7 pedone del nero · a6 pedone del nero · b5 pedone del nero · e5 cavallo del nero · f4 cavallo del nero · c3 pedone del bianco · d3 donna del nero · h3 alfiere del nero · a2 pedone del bianco · b2 pedone del bianco · d2 pedone del bianco · f2 pedone del bianco · g2 pedone del bianco · h2 pedone del bianco · a1 torre del bianco · b1 cavallo del bianco · c1 alfiere del bianco · d1 alfiere del bianco · f1 torre del bianco · g1 re del bianco | a8 donna del bianco · f8 torre del nero · g8 re del nero · c7 pedone del nero · e7 alfiere del nero · f7 pedone del nero · g7 pedone del nero · h7 pedone del nero · a6 pedone del nero · b5 pedone del nero · e5 cavallo del nero · f4 cavallo del nero · c3 pedone del bianco · d3 donna del nero · h3 alfiere del nero · a2 pedone del bianco · b2 pedone del bianco · d2 pedone del bianco · f2 pedone del bianco · g2 pedone del bianco · h2 pedone del bianco · a1 torre del bianco · b1 cavallo del bianco · c1 alfiere del bianco · d1 alfiere del bianco · f1 torre del bianco · g1 re del bianco | a8 donna del bianco · f8 torre del nero · g8 re del nero · c7 pedone del nero · e7 alfiere del nero · f7 pedone del nero · g7 pedone del nero · h7 pedone del nero · a6 pedone del nero · b5 pedone del nero · e5 cavallo del nero · f4 cavallo del nero · c3 pedone del bianco · d3 donna del nero · h3 alfiere del nero · a2 pedone del bianco · b2 pedone del bianco · d2 pedone del bianco · f2 pedone del bianco · g2 pedone del bianco · h2 pedone del bianco · a1 torre del bianco · b1 cavallo del bianco · c1 alfiere del bianco · d1 alfiere del bianco · f1 torre del bianco · g1 re del bianco | a8 donna del bianco · f8 torre del nero · g8 re del nero · c7 pedone del nero · e7 alfiere del nero · f7 pedone del nero · g7 pedone del nero · h7 pedone del nero · a6 pedone del nero · b5 pedone del nero · e5 cavallo del nero · f4 cavallo del nero · c3 pedone del bianco · d3 donna del nero · h3 alfiere del nero · a2 pedone del bianco · b2 pedone del bianco · d2 pedone del bianco · f2 pedone del bianco · g2 pedone del bianco · h2 pedone del bianco · a1 torre del bianco · b1 cavallo del bianco · c1 alfiere del bianco · d1 alfiere del bianco · f1 torre del bianco · g1 re del bianco | 6 |
| 5 | a8 donna del bianco · f8 torre del nero · g8 re del nero · c7 pedone del nero · e7 alfiere del nero · f7 pedone del nero · g7 pedone del nero · h7 pedone del nero · a6 pedone del nero · b5 pedone del nero · e5 cavallo del nero · f4 cavallo del nero · c3 pedone del bianco · d3 donna del nero · h3 alfiere del nero · a2 pedone del bianco · b2 pedone del bianco · d2 pedone del bianco · f2 pedone del bianco · g2 pedone del bianco · h2 pedone del bianco · a1 torre del bianco · b1 cavallo del bianco · c1 alfiere del bianco · d1 alfiere del bianco · f1 torre del bianco · g1 re del bianco | a8 donna del bianco · f8 torre del nero · g8 re del nero · c7 pedone del nero · e7 alfiere del nero · f7 pedone del nero · g7 pedone del nero · h7 pedone del nero · a6 pedone del nero · b5 pedone del nero · e5 cavallo del nero · f4 cavallo del nero · c3 pedone del bianco · d3 donna del nero · h3 alfiere del nero · a2 pedone del bianco · b2 pedone del bianco · d2 pedone del bianco · f2 pedone del bianco · g2 pedone del bianco · h2 pedone del bianco · a1 torre del bianco · b1 cavallo del bianco · c1 alfiere del bianco · d1 alfiere del bianco · f1 torre del bianco · g1 re del bianco | a8 donna del bianco · f8 torre del nero · g8 re del nero · c7 pedone del nero · e7 alfiere del nero · f7 pedone del nero · g7 pedone del nero · h7 pedone del nero · a6 pedone del nero · b5 pedone del nero · e5 cavallo del nero · f4 cavallo del nero · c3 pedone del bianco · d3 donna del nero · h3 alfiere del nero · a2 pedone del bianco · b2 pedone del bianco · d2 pedone del bianco · f2 pedone del bianco · g2 pedone del bianco · h2 pedone del bianco · a1 torre del bianco · b1 cavallo del bianco · c1 alfiere del bianco · d1 alfiere del bianco · f1 torre del bianco · g1 re del bianco | a8 donna del bianco · f8 torre del nero · g8 re del nero · c7 pedone del nero · e7 alfiere del nero · f7 pedone del nero · g7 pedone del nero · h7 pedone del nero · a6 pedone del nero · b5 pedone del nero · e5 cavallo del nero · f4 cavallo del nero · c3 pedone del bianco · d3 donna del nero · h3 alfiere del nero · a2 pedone del bianco · b2 pedone del bianco · d2 pedone del bianco · f2 pedone del bianco · g2 pedone del bianco · h2 pedone del bianco · a1 torre del bianco · b1 cavallo del bianco · c1 alfiere del bianco · d1 alfiere del bianco · f1 torre del bianco · g1 re del bianco | a8 donna del bianco · f8 torre del nero · g8 re del nero · c7 pedone del nero · e7 alfiere del nero · f7 pedone del nero · g7 pedone del nero · h7 pedone del nero · a6 pedone del nero · b5 pedone del nero · e5 cavallo del nero · f4 cavallo del nero · c3 pedone del bianco · d3 donna del nero · h3 alfiere del nero · a2 pedone del bianco · b2 pedone del bianco · d2 pedone del bianco · f2 pedone del bianco · g2 pedone del bianco · h2 pedone del bianco · a1 torre del bianco · b1 cavallo del bianco · c1 alfiere del bianco · d1 alfiere del bianco · f1 torre del bianco · g1 re del bianco | a8 donna del bianco · f8 torre del nero · g8 re del nero · c7 pedone del nero · e7 alfiere del nero · f7 pedone del nero · g7 pedone del nero · h7 pedone del nero · a6 pedone del nero · b5 pedone del nero · e5 cavallo del nero · f4 cavallo del nero · c3 pedone del bianco · d3 donna del nero · h3 alfiere del nero · a2 pedone del bianco · b2 pedone del bianco · d2 pedone del bianco · f2 pedone del bianco · g2 pedone del bianco · h2 pedone del bianco · a1 torre del bianco · b1 cavallo del bianco · c1 alfiere del bianco · d1 alfiere del bianco · f1 torre del bianco · g1 re del bianco | a8 donna del bianco · f8 torre del nero · g8 re del nero · c7 pedone del nero · e7 alfiere del nero · f7 pedone del nero · g7 pedone del nero · h7 pedone del nero · a6 pedone del nero · b5 pedone del nero · e5 cavallo del nero · f4 cavallo del nero · c3 pedone del bianco · d3 donna del nero · h3 alfiere del nero · a2 pedone del bianco · b2 pedone del bianco · d2 pedone del bianco · f2 pedone del bianco · g2 pedone del bianco · h2 pedone del bianco · a1 torre del bianco · b1 cavallo del bianco · c1 alfiere del bianco · d1 alfiere del bianco · f1 torre del bianco · g1 re del bianco | a8 donna del bianco · f8 torre del nero · g8 re del nero · c7 pedone del nero · e7 alfiere del nero · f7 pedone del nero · g7 pedone del nero · h7 pedone del nero · a6 pedone del nero · b5 pedone del nero · e5 cavallo del nero · f4 cavallo del nero · c3 pedone del bianco · d3 donna del nero · h3 alfiere del nero · a2 pedone del bianco · b2 pedone del bianco · d2 pedone del bianco · f2 pedone del bianco · g2 pedone del bianco · h2 pedone del bianco · a1 torre del bianco · b1 cavallo del bianco · c1 alfiere del bianco · d1 alfiere del bianco · f1 torre del bianco · g1 re del bianco | 5 |
| 4 | a8 donna del bianco · f8 torre del nero · g8 re del nero · c7 pedone del nero · e7 alfiere del nero · f7 pedone del nero · g7 pedone del nero · h7 pedone del nero · a6 pedone del nero · b5 pedone del nero · e5 cavallo del nero · f4 cavallo del nero · c3 pedone del bianco · d3 donna del nero · h3 alfiere del nero · a2 pedone del bianco · b2 pedone del bianco · d2 pedone del bianco · f2 pedone del bianco · g2 pedone del bianco · h2 pedone del bianco · a1 torre del bianco · b1 cavallo del bianco · c1 alfiere del bianco · d1 alfiere del bianco · f1 torre del bianco · g1 re del bianco | a8 donna del bianco · f8 torre del nero · g8 re del nero · c7 pedone del nero · e7 alfiere del nero · f7 pedone del nero · g7 pedone del nero · h7 pedone del nero · a6 pedone del nero · b5 pedone del nero · e5 cavallo del nero · f4 cavallo del nero · c3 pedone del bianco · d3 donna del nero · h3 alfiere del nero · a2 pedone del bianco · b2 pedone del bianco · d2 pedone del bianco · f2 pedone del bianco · g2 pedone del bianco · h2 pedone del bianco · a1 torre del bianco · b1 cavallo del bianco · c1 alfiere del bianco · d1 alfiere del bianco · f1 torre del bianco · g1 re del bianco | a8 donna del bianco · f8 torre del nero · g8 re del nero · c7 pedone del nero · e7 alfiere del nero · f7 pedone del nero · g7 pedone del nero · h7 pedone del nero · a6 pedone del nero · b5 pedone del nero · e5 cavallo del nero · f4 cavallo del nero · c3 pedone del bianco · d3 donna del nero · h3 alfiere del nero · a2 pedone del bianco · b2 pedone del bianco · d2 pedone del bianco · f2 pedone del bianco · g2 pedone del bianco · h2 pedone del bianco · a1 torre del bianco · b1 cavallo del bianco · c1 alfiere del bianco · d1 alfiere del bianco · f1 torre del bianco · g1 re del bianco | a8 donna del bianco · f8 torre del nero · g8 re del nero · c7 pedone del nero · e7 alfiere del nero · f7 pedone del nero · g7 pedone del nero · h7 pedone del nero · a6 pedone del nero · b5 pedone del nero · e5 cavallo del nero · f4 cavallo del nero · c3 pedone del bianco · d3 donna del nero · h3 alfiere del nero · a2 pedone del bianco · b2 pedone del bianco · d2 pedone del bianco · f2 pedone del bianco · g2 pedone del bianco · h2 pedone del bianco · a1 torre del bianco · b1 cavallo del bianco · c1 alfiere del bianco · d1 alfiere del bianco · f1 torre del bianco · g1 re del bianco | a8 donna del bianco · f8 torre del nero · g8 re del nero · c7 pedone del nero · e7 alfiere del nero · f7 pedone del nero · g7 pedone del nero · h7 pedone del nero · a6 pedone del nero · b5 pedone del nero · e5 cavallo del nero · f4 cavallo del nero · c3 pedone del bianco · d3 donna del nero · h3 alfiere del nero · a2 pedone del bianco · b2 pedone del bianco · d2 pedone del bianco · f2 pedone del bianco · g2 pedone del bianco · h2 pedone del bianco · a1 torre del bianco · b1 cavallo del bianco · c1 alfiere del bianco · d1 alfiere del bianco · f1 torre del bianco · g1 re del bianco | a8 donna del bianco · f8 torre del nero · g8 re del nero · c7 pedone del nero · e7 alfiere del nero · f7 pedone del nero · g7 pedone del nero · h7 pedone del nero · a6 pedone del nero · b5 pedone del nero · e5 cavallo del nero · f4 cavallo del nero · c3 pedone del bianco · d3 donna del nero · h3 alfiere del nero · a2 pedone del bianco · b2 pedone del bianco · d2 pedone del bianco · f2 pedone del bianco · g2 pedone del bianco · h2 pedone del bianco · a1 torre del bianco · b1 cavallo del bianco · c1 alfiere del bianco · d1 alfiere del bianco · f1 torre del bianco · g1 re del bianco | a8 donna del bianco · f8 torre del nero · g8 re del nero · c7 pedone del nero · e7 alfiere del nero · f7 pedone del nero · g7 pedone del nero · h7 pedone del nero · a6 pedone del nero · b5 pedone del nero · e5 cavallo del nero · f4 cavallo del nero · c3 pedone del bianco · d3 donna del nero · h3 alfiere del nero · a2 pedone del bianco · b2 pedone del bianco · d2 pedone del bianco · f2 pedone del bianco · g2 pedone del bianco · h2 pedone del bianco · a1 torre del bianco · b1 cavallo del bianco · c1 alfiere del bianco · d1 alfiere del bianco · f1 torre del bianco · g1 re del bianco | a8 donna del bianco · f8 torre del nero · g8 re del nero · c7 pedone del nero · e7 alfiere del nero · f7 pedone del nero · g7 pedone del nero · h7 pedone del nero · a6 pedone del nero · b5 pedone del nero · e5 cavallo del nero · f4 cavallo del nero · c3 pedone del bianco · d3 donna del nero · h3 alfiere del nero · a2 pedone del bianco · b2 pedone del bianco · d2 pedone del bianco · f2 pedone del bianco · g2 pedone del bianco · h2 pedone del bianco · a1 torre del bianco · b1 cavallo del bianco · c1 alfiere del bianco · d1 alfiere del bianco · f1 torre del bianco · g1 re del bianco | 4 |
| 3 | a8 donna del bianco · f8 torre del nero · g8 re del nero · c7 pedone del nero · e7 alfiere del nero · f7 pedone del nero · g7 pedone del nero · h7 pedone del nero · a6 pedone del nero · b5 pedone del nero · e5 cavallo del nero · f4 cavallo del nero · c3 pedone del bianco · d3 donna del nero · h3 alfiere del nero · a2 pedone del bianco · b2 pedone del bianco · d2 pedone del bianco · f2 pedone del bianco · g2 pedone del bianco · h2 pedone del bianco · a1 torre del bianco · b1 cavallo del bianco · c1 alfiere del bianco · d1 alfiere del bianco · f1 torre del bianco · g1 re del bianco | a8 donna del bianco · f8 torre del nero · g8 re del nero · c7 pedone del nero · e7 alfiere del nero · f7 pedone del nero · g7 pedone del nero · h7 pedone del nero · a6 pedone del nero · b5 pedone del nero · e5 cavallo del nero · f4 cavallo del nero · c3 pedone del bianco · d3 donna del nero · h3 alfiere del nero · a2 pedone del bianco · b2 pedone del bianco · d2 pedone del bianco · f2 pedone del bianco · g2 pedone del bianco · h2 pedone del bianco · a1 torre del bianco · b1 cavallo del bianco · c1 alfiere del bianco · d1 alfiere del bianco · f1 torre del bianco · g1 re del bianco | a8 donna del bianco · f8 torre del nero · g8 re del nero · c7 pedone del nero · e7 alfiere del nero · f7 pedone del nero · g7 pedone del nero · h7 pedone del nero · a6 pedone del nero · b5 pedone del nero · e5 cavallo del nero · f4 cavallo del nero · c3 pedone del bianco · d3 donna del nero · h3 alfiere del nero · a2 pedone del bianco · b2 pedone del bianco · d2 pedone del bianco · f2 pedone del bianco · g2 pedone del bianco · h2 pedone del bianco · a1 torre del bianco · b1 cavallo del bianco · c1 alfiere del bianco · d1 alfiere del bianco · f1 torre del bianco · g1 re del bianco | a8 donna del bianco · f8 torre del nero · g8 re del nero · c7 pedone del nero · e7 alfiere del nero · f7 pedone del nero · g7 pedone del nero · h7 pedone del nero · a6 pedone del nero · b5 pedone del nero · e5 cavallo del nero · f4 cavallo del nero · c3 pedone del bianco · d3 donna del nero · h3 alfiere del nero · a2 pedone del bianco · b2 pedone del bianco · d2 pedone del bianco · f2 pedone del bianco · g2 pedone del bianco · h2 pedone del bianco · a1 torre del bianco · b1 cavallo del bianco · c1 alfiere del bianco · d1 alfiere del bianco · f1 torre del bianco · g1 re del bianco | a8 donna del bianco · f8 torre del nero · g8 re del nero · c7 pedone del nero · e7 alfiere del nero · f7 pedone del nero · g7 pedone del nero · h7 pedone del nero · a6 pedone del nero · b5 pedone del nero · e5 cavallo del nero · f4 cavallo del nero · c3 pedone del bianco · d3 donna del nero · h3 alfiere del nero · a2 pedone del bianco · b2 pedone del bianco · d2 pedone del bianco · f2 pedone del bianco · g2 pedone del bianco · h2 pedone del bianco · a1 torre del bianco · b1 cavallo del bianco · c1 alfiere del bianco · d1 alfiere del bianco · f1 torre del bianco · g1 re del bianco | a8 donna del bianco · f8 torre del nero · g8 re del nero · c7 pedone del nero · e7 alfiere del nero · f7 pedone del nero · g7 pedone del nero · h7 pedone del nero · a6 pedone del nero · b5 pedone del nero · e5 cavallo del nero · f4 cavallo del nero · c3 pedone del bianco · d3 donna del nero · h3 alfiere del nero · a2 pedone del bianco · b2 pedone del bianco · d2 pedone del bianco · f2 pedone del bianco · g2 pedone del bianco · h2 pedone del bianco · a1 torre del bianco · b1 cavallo del bianco · c1 alfiere del bianco · d1 alfiere del bianco · f1 torre del bianco · g1 re del bianco | a8 donna del bianco · f8 torre del nero · g8 re del nero · c7 pedone del nero · e7 alfiere del nero · f7 pedone del nero · g7 pedone del nero · h7 pedone del nero · a6 pedone del nero · b5 pedone del nero · e5 cavallo del nero · f4 cavallo del nero · c3 pedone del bianco · d3 donna del nero · h3 alfiere del nero · a2 pedone del bianco · b2 pedone del bianco · d2 pedone del bianco · f2 pedone del bianco · g2 pedone del bianco · h2 pedone del bianco · a1 torre del bianco · b1 cavallo del bianco · c1 alfiere del bianco · d1 alfiere del bianco · f1 torre del bianco · g1 re del bianco | a8 donna del bianco · f8 torre del nero · g8 re del nero · c7 pedone del nero · e7 alfiere del nero · f7 pedone del nero · g7 pedone del nero · h7 pedone del nero · a6 pedone del nero · b5 pedone del nero · e5 cavallo del nero · f4 cavallo del nero · c3 pedone del bianco · d3 donna del nero · h3 alfiere del nero · a2 pedone del bianco · b2 pedone del bianco · d2 pedone del bianco · f2 pedone del bianco · g2 pedone del bianco · h2 pedone del bianco · a1 torre del bianco · b1 cavallo del bianco · c1 alfiere del bianco · d1 alfiere del bianco · f1 torre del bianco · g1 re del bianco | 3 |
| 2 | a8 donna del bianco · f8 torre del nero · g8 re del nero · c7 pedone del nero · e7 alfiere del nero · f7 pedone del nero · g7 pedone del nero · h7 pedone del nero · a6 pedone del nero · b5 pedone del nero · e5 cavallo del nero · f4 cavallo del nero · c3 pedone del bianco · d3 donna del nero · h3 alfiere del nero · a2 pedone del bianco · b2 pedone del bianco · d2 pedone del bianco · f2 pedone del bianco · g2 pedone del bianco · h2 pedone del bianco · a1 torre del bianco · b1 cavallo del bianco · c1 alfiere del bianco · d1 alfiere del bianco · f1 torre del bianco · g1 re del bianco | a8 donna del bianco · f8 torre del nero · g8 re del nero · c7 pedone del nero · e7 alfiere del nero · f7 pedone del nero · g7 pedone del nero · h7 pedone del nero · a6 pedone del nero · b5 pedone del nero · e5 cavallo del nero · f4 cavallo del nero · c3 pedone del bianco · d3 donna del nero · h3 alfiere del nero · a2 pedone del bianco · b2 pedone del bianco · d2 pedone del bianco · f2 pedone del bianco · g2 pedone del bianco · h2 pedone del bianco · a1 torre del bianco · b1 cavallo del bianco · c1 alfiere del bianco · d1 alfiere del bianco · f1 torre del bianco · g1 re del bianco | a8 donna del bianco · f8 torre del nero · g8 re del nero · c7 pedone del nero · e7 alfiere del nero · f7 pedone del nero · g7 pedone del nero · h7 pedone del nero · a6 pedone del nero · b5 pedone del nero · e5 cavallo del nero · f4 cavallo del nero · c3 pedone del bianco · d3 donna del nero · h3 alfiere del nero · a2 pedone del bianco · b2 pedone del bianco · d2 pedone del bianco · f2 pedone del bianco · g2 pedone del bianco · h2 pedone del bianco · a1 torre del bianco · b1 cavallo del bianco · c1 alfiere del bianco · d1 alfiere del bianco · f1 torre del bianco · g1 re del bianco | a8 donna del bianco · f8 torre del nero · g8 re del nero · c7 pedone del nero · e7 alfiere del nero · f7 pedone del nero · g7 pedone del nero · h7 pedone del nero · a6 pedone del nero · b5 pedone del nero · e5 cavallo del nero · f4 cavallo del nero · c3 pedone del bianco · d3 donna del nero · h3 alfiere del nero · a2 pedone del bianco · b2 pedone del bianco · d2 pedone del bianco · f2 pedone del bianco · g2 pedone del bianco · h2 pedone del bianco · a1 torre del bianco · b1 cavallo del bianco · c1 alfiere del bianco · d1 alfiere del bianco · f1 torre del bianco · g1 re del bianco | a8 donna del bianco · f8 torre del nero · g8 re del nero · c7 pedone del nero · e7 alfiere del nero · f7 pedone del nero · g7 pedone del nero · h7 pedone del nero · a6 pedone del nero · b5 pedone del nero · e5 cavallo del nero · f4 cavallo del nero · c3 pedone del bianco · d3 donna del nero · h3 alfiere del nero · a2 pedone del bianco · b2 pedone del bianco · d2 pedone del bianco · f2 pedone del bianco · g2 pedone del bianco · h2 pedone del bianco · a1 torre del bianco · b1 cavallo del bianco · c1 alfiere del bianco · d1 alfiere del bianco · f1 torre del bianco · g1 re del bianco | a8 donna del bianco · f8 torre del nero · g8 re del nero · c7 pedone del nero · e7 alfiere del nero · f7 pedone del nero · g7 pedone del nero · h7 pedone del nero · a6 pedone del nero · b5 pedone del nero · e5 cavallo del nero · f4 cavallo del nero · c3 pedone del bianco · d3 donna del nero · h3 alfiere del nero · a2 pedone del bianco · b2 pedone del bianco · d2 pedone del bianco · f2 pedone del bianco · g2 pedone del bianco · h2 pedone del bianco · a1 torre del bianco · b1 cavallo del bianco · c1 alfiere del bianco · d1 alfiere del bianco · f1 torre del bianco · g1 re del bianco | a8 donna del bianco · f8 torre del nero · g8 re del nero · c7 pedone del nero · e7 alfiere del nero · f7 pedone del nero · g7 pedone del nero · h7 pedone del nero · a6 pedone del nero · b5 pedone del nero · e5 cavallo del nero · f4 cavallo del nero · c3 pedone del bianco · d3 donna del nero · h3 alfiere del nero · a2 pedone del bianco · b2 pedone del bianco · d2 pedone del bianco · f2 pedone del bianco · g2 pedone del bianco · h2 pedone del bianco · a1 torre del bianco · b1 cavallo del bianco · c1 alfiere del bianco · d1 alfiere del bianco · f1 torre del bianco · g1 re del bianco | a8 donna del bianco · f8 torre del nero · g8 re del nero · c7 pedone del nero · e7 alfiere del nero · f7 pedone del nero · g7 pedone del nero · h7 pedone del nero · a6 pedone del nero · b5 pedone del nero · e5 cavallo del nero · f4 cavallo del nero · c3 pedone del bianco · d3 donna del nero · h3 alfiere del nero · a2 pedone del bianco · b2 pedone del bianco · d2 pedone del bianco · f2 pedone del bianco · g2 pedone del bianco · h2 pedone del bianco · a1 torre del bianco · b1 cavallo del bianco · c1 alfiere del bianco · d1 alfiere del bianco · f1 torre del bianco · g1 re del bianco | 2 |
| 1 | a8 donna del bianco · f8 torre del nero · g8 re del nero · c7 pedone del nero · e7 alfiere del nero · f7 pedone del nero · g7 pedone del nero · h7 pedone del nero · a6 pedone del nero · b5 pedone del nero · e5 cavallo del nero · f4 cavallo del nero · c3 pedone del bianco · d3 donna del nero · h3 alfiere del nero · a2 pedone del bianco · b2 pedone del bianco · d2 pedone del bianco · f2 pedone del bianco · g2 pedone del bianco · h2 pedone del bianco · a1 torre del bianco · b1 cavallo del bianco · c1 alfiere del bianco · d1 alfiere del bianco · f1 torre del bianco · g1 re del bianco | a8 donna del bianco · f8 torre del nero · g8 re del nero · c7 pedone del nero · e7 alfiere del nero · f7 pedone del nero · g7 pedone del nero · h7 pedone del nero · a6 pedone del nero · b5 pedone del nero · e5 cavallo del nero · f4 cavallo del nero · c3 pedone del bianco · d3 donna del nero · h3 alfiere del nero · a2 pedone del bianco · b2 pedone del bianco · d2 pedone del bianco · f2 pedone del bianco · g2 pedone del bianco · h2 pedone del bianco · a1 torre del bianco · b1 cavallo del bianco · c1 alfiere del bianco · d1 alfiere del bianco · f1 torre del bianco · g1 re del bianco | a8 donna del bianco · f8 torre del nero · g8 re del nero · c7 pedone del nero · e7 alfiere del nero · f7 pedone del nero · g7 pedone del nero · h7 pedone del nero · a6 pedone del nero · b5 pedone del nero · e5 cavallo del nero · f4 cavallo del nero · c3 pedone del bianco · d3 donna del nero · h3 alfiere del nero · a2 pedone del bianco · b2 pedone del bianco · d2 pedone del bianco · f2 pedone del bianco · g2 pedone del bianco · h2 pedone del bianco · a1 torre del bianco · b1 cavallo del bianco · c1 alfiere del bianco · d1 alfiere del bianco · f1 torre del bianco · g1 re del bianco | a8 donna del bianco · f8 torre del nero · g8 re del nero · c7 pedone del nero · e7 alfiere del nero · f7 pedone del nero · g7 pedone del nero · h7 pedone del nero · a6 pedone del nero · b5 pedone del nero · e5 cavallo del nero · f4 cavallo del nero · c3 pedone del bianco · d3 donna del nero · h3 alfiere del nero · a2 pedone del bianco · b2 pedone del bianco · d2 pedone del bianco · f2 pedone del bianco · g2 pedone del bianco · h2 pedone del bianco · a1 torre del bianco · b1 cavallo del bianco · c1 alfiere del bianco · d1 alfiere del bianco · f1 torre del bianco · g1 re del bianco | a8 donna del bianco · f8 torre del nero · g8 re del nero · c7 pedone del nero · e7 alfiere del nero · f7 pedone del nero · g7 pedone del nero · h7 pedone del nero · a6 pedone del nero · b5 pedone del nero · e5 cavallo del nero · f4 cavallo del nero · c3 pedone del bianco · d3 donna del nero · h3 alfiere del nero · a2 pedone del bianco · b2 pedone del bianco · d2 pedone del bianco · f2 pedone del bianco · g2 pedone del bianco · h2 pedone del bianco · a1 torre del bianco · b1 cavallo del bianco · c1 alfiere del bianco · d1 alfiere del bianco · f1 torre del bianco · g1 re del bianco | a8 donna del bianco · f8 torre del nero · g8 re del nero · c7 pedone del nero · e7 alfiere del nero · f7 pedone del nero · g7 pedone del nero · h7 pedone del nero · a6 pedone del nero · b5 pedone del nero · e5 cavallo del nero · f4 cavallo del nero · c3 pedone del bianco · d3 donna del nero · h3 alfiere del nero · a2 pedone del bianco · b2 pedone del bianco · d2 pedone del bianco · f2 pedone del bianco · g2 pedone del bianco · h2 pedone del bianco · a1 torre del bianco · b1 cavallo del bianco · c1 alfiere del bianco · d1 alfiere del bianco · f1 torre del bianco · g1 re del bianco | a8 donna del bianco · f8 torre del nero · g8 re del nero · c7 pedone del nero · e7 alfiere del nero · f7 pedone del nero · g7 pedone del nero · h7 pedone del nero · a6 pedone del nero · b5 pedone del nero · e5 cavallo del nero · f4 cavallo del nero · c3 pedone del bianco · d3 donna del nero · h3 alfiere del nero · a2 pedone del bianco · b2 pedone del bianco · d2 pedone del bianco · f2 pedone del bianco · g2 pedone del bianco · h2 pedone del bianco · a1 torre del bianco · b1 cavallo del bianco · c1 alfiere del bianco · d1 alfiere del bianco · f1 torre del bianco · g1 re del bianco | a8 donna del bianco · f8 torre del nero · g8 re del nero · c7 pedone del nero · e7 alfiere del nero · f7 pedone del nero · g7 pedone del nero · h7 pedone del nero · a6 pedone del nero · b5 pedone del nero · e5 cavallo del nero · f4 cavallo del nero · c3 pedone del bianco · d3 donna del nero · h3 alfiere del nero · a2 pedone del bianco · b2 pedone del bianco · d2 pedone del bianco · f2 pedone del bianco · g2 pedone del bianco · h2 pedone del bianco · a1 torre del bianco · b1 cavallo del bianco · c1 alfiere del bianco · d1 alfiere del bianco · f1 torre del bianco · g1 re del bianco | 1 |
|   | a | b | c | d | e | f | g | h |   |

Frank Poole - HAL 9000 (Partita spagnola, variante chiusa, Attacco Worrall)
1. e4 e5 2. Cf3 Cc6 3. Ab5 a6 4. Aa4 Cf6 5. De2 b5 6. Ab3 Ae7 7. c3 0-0 8. 0-0 d5
Il nero sacrifica il pedone.
9. exd5 Cxd5 10. Cxe5 Cf4 11. De4 Cxe5 12. Dxa8?
Il bianco casca nella trappola. La mossa corretta era 12. d4.
12. ... Dd3!
Il nero vuole fare scacco matto incalzando con il cavallo.
13. Ad1 Ah3!
Il film mostra la scacchiera in questa posizione.
(Frank Poole)
14. Dxa6?
Il bianco avrebbe dovuto muovere la donna in b7.
(HAL 9000)
14. ... Axg2
(Frank Poole)
Nel doppiaggio italiano è presente un errore di traduzione: la torre del bianco viene mossa in e1.
15. Te1
(HAL 9000)
Altro errore di traduzione: nella versione italiana, "Knight" (lett. "cavaliere", negli scacchi il cavallo) viene erroneamente identificato con il re.
15. ... Df3 0-1.